# Conus bellocqae
Espèce
Statut de conservation UICN

 DD  : Données insuffisantes
Conus bellocqae est une espèce de mollusques gastéropodes marins de la famille des Conidae.
Comme toutes les espèces du genre Conus, ces escargots sont prédateurs et venimeux. Ils sont capables de « piquer » les humains et doivent donc être manipulés avec précaution, voire pas du tout.

## Description
La taille de la coquille varie entre 50 et 79 mm.

## Distribution
Cette espèce est présente dans l'océan Atlantique au large de la Guinée.

### Niveau de risque d’extinction de l’espèce
Selon l'analyse de l'UICN réalisée en 2011 pour la définition du niveau de risque d'extinction, cette espèce est endémique de la Guinée Conakry où elle est récupérée en eaux profondes au large de la côte par les chalutiers. La localisation exacte est inconnue et donc les menaces ne peuvent pas être établies, bien que comme l'espèce vit en eau profonde, la collecte n'a été que limitée. Elle figure dans la liste des données insuffisantes.

## Taxonomie

### Publication originale
L'espèce Conus bellocqae a été décrite pour la première fois en 1996 par le malacologiste néerlandais Hendricus Marinus van Rossum (1928-2000) dans la publication intitulée « World Shells »,.

### Synonymes
- Conus (Monteiroconus) bellocqae van Rossum, 1996 · appellation alternative
- Monteiroconus bellocqae (van Rossum, 1996) · non accepté

## Identifiants taxonomiques
Chaque taxon catalogué par les bases de données biologiques et taxonomiques possède un identifiant qui permet d'établir un point de référence. Les identifiants de Conus bellocqae dans les principales bases sont les suivants :
CoL : XWZD - GBIF : 6510445 - iNaturalist : 431866 - IRMNG : 11846721 - TAXREF : 155461 - UICN : 15307973 - 